# Lista över countyn i Idaho

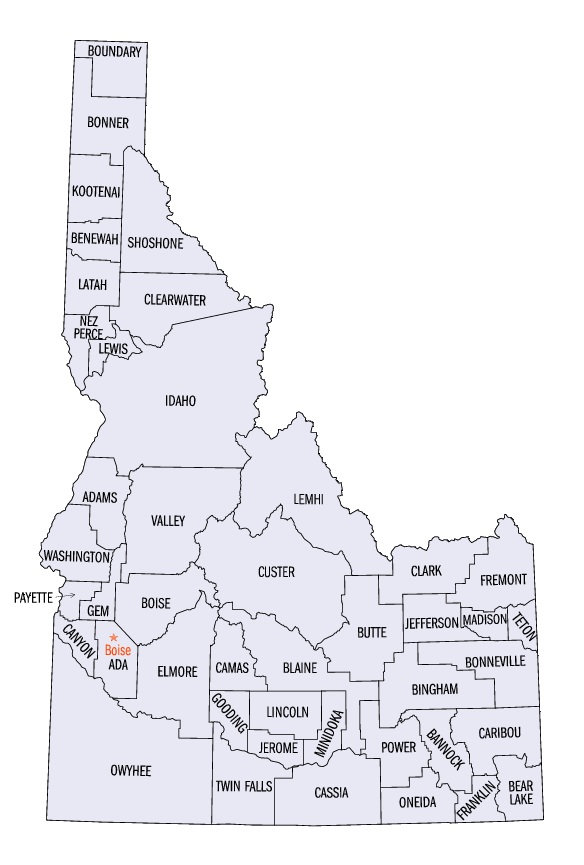
Idahos countyn.

Detta är en lista över de 44 countyn som finns i delstaten Idaho i USA.  
| County            | Huvudort (County Seat) | Grundat |
| ----------------- | ---------------------- | ------- |
| Ada County        | Boise                  | 1864    |
| Adams County      | Council                | 1911    |
| Bannock County    | Pocatello              | 1893    |
| Bear Lake County  | Paris                  | 1893    |
| Benewah County    | St. Maries             | 1915    |
| Bingham County    | Blackfoot              | 1885    |
| Blaine County     | Hailey                 | 1895    |
| Boise County      | Idaho City             | 1864    |
| Bonner County     | Sandpoint              | 1907    |
| Bonneville County | Idaho Falls            | 1911    |
| Boundary County   | Bonners Ferry          | 1915    |
| Butte County      | Arco                   | 1917    |
| Camas County      | Fairfield              | 1917    |
| Canyon County     | Caldwell               | 1892    |
| Caribou County    | Soda Springs           | 1919    |
| Cassia County     | Burley                 | 1879    |
| Clark County      | Dubois                 | 1919    |
| Clearwater County | Orofino                | 1911    |
| Custer County     | Challis                | 1881    |
| Elmore County     | Mountain Home          | 1889    |
| Franklin County   | Preston                | 1913    |
| Fremont County    | St. Anthony            | 1893    |
| Gem County        | Emmett                 | 1915    |
| Gooding County    | Gooding                | 1913    |
| Idaho County      | Grangeville            | 1864    |
| Jefferson County  | Rigby                  | 1913    |
| Jerome County     | Jerome                 | 1919    |
| Kootenai County   | Coeur d'Alene          | 1864    |
| Latah County      | Moscow                 | 1888    |
| Lemhi County      | Salmon                 | 1869    |
| Lewis County      | Nezperce               | 1911    |
| Lincoln County    | Shoshone               | 1895    |
| Madison County    | Rexburg                | 1913    |
| Minidoka County   | Rupert                 | 1913    |
| Nez Perce County  | Lewiston               | 1864    |
| Oneida County     | Malad City             | 1864    |
| Owyhee County     | Murphy                 | 1863    |
| Payette County    | Payette                | 1917    |
| Power County      | American Falls         | 1913    |
| Shoshone County   | Wallace                | 1864    |
| Teton County      | Driggs                 | 1915    |
| Twin Falls County | Twin Falls             | 1907    |
| Valley County     | Cascade                | 1917    |
| Washington County | Weiser                 | 1879    |